# Jiří Bajer
Jiří Bajer (15. dubna 1964 Frýdek-Místek – 20. června 2018 Olomouc) byl český vysokoškolský profesor s působištěm na katedře optiky Přírodovědecké fakulty Univerzity Palackého v Olomouci.

## Životopis
Narodil se v roce 1964 ve Frýdku-Místku. V roce 1982 nastoupil na studia na Přírodovědeckou fakultu Univerzity Palackého v Olomouci, kde studoval obor Optoelektronika. V roce 1987 v oboru získal titul RNDr., v roce 1992 pak získal titul CSc. v oboru Kvantová elektronika a optika, o 5 let později v tomtéž oboru získal docentský titul. V roce 2005 mu prezident Václav Klaus udělil profesorský titul.
Primárním zaměřením jeho vědecké činnosti byla kvantová, nelineární a statistická optika. V letech 2003–2006 byl předsedou kolegia oboru fyzika Univerzity Palackého. Během svého života vydal přes 45 odborných publikací, svou první práci přitom publikoval již v roce 1985. Mezi jeho publikace patří knihy Optika 1–2 nebo Mechanika 1–3.
Zemřel po dlouhé nemoci 20. června 2018. Byl ženatý, se svojí ženou Monikou měl dceru Emu.